# Agnes Werhahn
Agnes Werhahn (* 20. August 1957 in Neuss) ist eine deutsche Voltigierausbilderin und Longenführerin.
Allein mit den Voltigierern vom RSV Neuss-Grimlinghausen errang sie viermal WM-Gold und fünfmal EM-Gold. Diese und zahlreiche weitere Championatsmedaillen im Gruppen- und Einzelvoltigieren machten sie zur erfolgreichsten Longenführerin im Voltigiersport weltweit.

## Leben
Werhahn begann als Kind mit dem Voltigieren, ab dem Alter von 14 Jahren erlernte sie das Longieren. 1974 wurde sie Trainerin und Longenführerin beim RSV Neuss-Grimlinghausen, zunächst für Gruppen, ab 1997 ausschließlich für Einzelvoltigierer – darunter die mehrfache Weltmeisterin und erfolgreichste Voltigiererin Nadia Ehning (vormals Zülow). 2002 zog sich Werhahn aus dem aktiven wettkampfsportlichen Voltigieren zurück. Heute ist sie Landestrainerin der Voltigierer im Landesverband Rheinland. 2005 wurde sie Nationaltrainerin der brasilianischen Mannschaft.
Auch in anderen Disziplinen des Pferdesports ist Werhahn aktiv. Als Dressurreiterin startet sie in Wettkämpfen bis zur Klasse S. Die Physiotherapeutin lebt in Neuss.

## Erfolge (Auswahl)
Weltmeisterschaften
- Gold: Einzel:1998, 2000, 2002; Gruppe: 1986, 1992, 1996,
- Silber: Gruppe: 1994
- Bronze: Einzel: 1996, 1998
- 4. Platz: Einzel: 2000

Europameisterschaften
- Gold: Einzel: 1984(2X Damen und Herren) 1999, 2001; Gruppe: 1984, 1985, 1987, 1995, 1997
- Silber: Einzel: 1984 (2X Damen und Herren) 1997, 1999
- Bronze: Einzel: 1984 (2X Damen und Herren)
- 4. Platz: Einzel: 1997

Weltcup
- Sieg im Weltcupfinale 2011 im Damen Einzel mit Simone Wiegele und Arkansas

## Auszeichnungen
- 2002 Deutsches Reiterkreuz in Bronze[4]
- 2009 Titelverleihung „Voltigiermeister“[5]